# ジンバイソウ
ジンバイソウ（学名：Platanthera florentii）は、ラン科ツレサギソウ属の地生の多年草。別名、ミズモラン。

## 特徴
根はひも状になり長く伸長する。茎は単生して直立し、高さは20-40cmになり、やや細く、緑色で縦の稜がある。葉は2個が根際で接近してやや対生状に互生し、長楕円形で、長さ5-12cm、幅3-6cmになる。先端はとがり、縁は波状に縮れ、基部に短い葉柄があり、表面に光沢がある。茎に小型の鱗片葉が数個まばらに互生し、広披針形でその先端は下を向く。同形同大の2個の葉が対生状につくようすは、同科旧フタバラン属の類に似る。
花期は8-9月。総状花序に淡緑色の花を5-10個まばらにつける。苞は広披針形になる。背萼片は広卵形で長さ5-6mm、側萼片は披針形で背萼片より長く、湾曲する。側花弁は三角状斜卵形で背萼片とほぼ同じ長さになる。唇弁は広線形で長さ7-10mmになり、先は鈍頭、距は長さ15-20mmになり、下方に垂れるか前方に湾曲し、子房より長い。

## 分布と生育環境
日本固有種。北海道、本州、四国、九州に分布し、冷温帯から暖温帯の暗い林床に生育する。

## 名前の由来
ジンバイソウの語源は、牧野富太郎は「語源不明」としている。種小名 florentii は、「採集家フロレントの」の意味。
別名のミズモランは、「水面蘭」の意で、光沢のある葉を水面の光り具合に見立てたもの。

## ギャラリー
- 花がまだ展開していない状態（8月中旬）。
- 花が展開しても、花だけでは他のツレサギソウ属の種との区別が分かりにくい（8月下旬）。
- ツレサギソウ属の中でも対生状につく葉に特徴があり「ジンバイソウ」とわかる。